# Нака-Томбецу

44°58′11″ пн. ш. 142°17′12″ сх. д. / 44.96972° пн. ш. 142.28667° сх. д.
На́ка-Томнбе́цу (яп. 中頓別町, なかとんべつちょう, МФА: [naka tombet͡su̥ t͡ɕoː]) — містечко в Японії, в повіті Есасі округу Соя префектури Хоккайдо. Станом на 1 жовтня 2008 року площа містечка становила 398,55 км². Станом на 31 березня 2017 населення містечка становило 1773 осіб.